# Franz-Josef Overbeck
Franz-Josef Overbeck (* 19. června 1964, Marl) je německý římskokatolický duchovní, který je biskupem essenským a vojenský ordinář pro německý Bundeswehr. 

## Stručný životopis
Po maturitě (1983) studoval nejprve filosofii na Münsterské univerzitě. V roce 1984 byl poslán do Říma, kde byl formován v Germanicu. V říjnu 1989 přijal kněžské svěcení, v roce 1990 získal licenciát z filosofie na Gregoriáně. Následně působil v pastoraci, roku 2000 získla doktorát z teologie na Münsterské univerzitě. V roce 2007 jej papež Benedikt XVI. jmenoval titulárním biskupem matharským a pomocným v diecézi münsterské. V roce 2008 byl přijat do Řádu Božího hrobu v hodnosti komtura s hvězdou. Roku 2009 byl zvolen a jmenován sídelním biskupem essenským. V letehc 2009-2014 byl nejmladším německým diecézním biskupem. Roku 2011 byl jmenován vojenským ordinářrm pro německý Bundeswehr. V roce 2018 se stal zástupcem německé biskupské konference v COMECE a stal se jejím místopředsedou (2018–2023).